# Volkswagen Challenger 2005
Il Volkswagen Challenger 2005 è stato un torneo di tennis facente parte della categoria ATP Challenger Series nell'ambito dell'ATP Challenger Series 2005. Il torneo si è giocato a Wolfsburg in Germania dal 31 gennaio al 6 febbraio 2005 su campi in sintetico indoor.

## Vincitori

### Singolare
Dieter Kindlmann ha battuto in finale  Tobias Summerer che si è ritirato sul punteggio di 7–5, 4-1.

### Doppio
Philipp Petzschner /  Alexander Peya hanno battuto in finale  Aisam-ul-Haq Qureshi /  Lovro Zovko con il punteggio di 6–2, 6–4